# Língua irlandesa antiga
Irlandês antigo (em irlandês moderno: An tSean-Ghaeilge) é a forma mais antiga da língua irlandesa ou, ainda, das línguas gaélicas, mas quais existem textos escritos extensos. A língua foi usada do século VI ao X, quando deu lugar ao irlandês médio.
Uma forma ainda mais antiga de irlandês é conhecida como irlandês primitivo. Fragmentos de irlandês primitivo, principalmente nomes pessoais, são conhecidos a partir de inscrições em pedra escritas no alfabeto ogam. Essas inscrições datam por volta do século IV ao VI. O irlandês primitivo ainda é muito próximo do celta comum, o ancestral de todas as línguas celtas.
O irlandês antigo aparece pela primeira vez nas margens de manuscritos religiosos em latim do século VI. Uma grande quantidade de textos literários irlandeses primitivos, apesar de registrados em manuscritos do período do irlandês médio (tais como Lebor na hUidre e o Livro de Leinster), possui um caráter essencialmente irlandês antigo.
O irlandês antigo é o ancestral do irlandês moderno, gaélico escocês e manês (falado na Ilha de Man). Contudo, a língua é bastante distinta destas. Em linhas gerais, a gramática e os sistemas sonoros das línguas modernas são mais simples do que os do irlandês antigo.
Os estudos contemporâneos sobre o irlandês antigo ainda são muito influenciados pelas obras de um pequeno número de estudiosos ativos no final do século XIX e início do século XX, entre eles Rudolf Thurneysen (1857-1940) e Osborn Bergin (1873-1950). Seus livros são vistos como materiais obrigatórios para qualquer entusiasta do irlandês antigo ainda hoje.

## Fonologia

### Consoantes
O inventório consonantal do irlandês antigo é mostrado na tabela abaixo. /N/, /Nʲ/, /L/, /Lʲ/, /R/, /Rʲ/ representam soantes fortis cuja articulação precisa é desconhecida, mas que provavelmente eram mais longas, mais tensas e geralmente articuladas de modo mais forte do que suas contrapartes lenis /n/, /nʲ/, /l/, /lʲ/, /r/, /rʲ/. Assim como o irlandês moderno, o irlandês antigo apresenta contrastes entre consoantes "largas" (velarizadas) e "delgadas" (palatalizadas).
|                      |         | Bilabial | Dental | Alveolar | Velar | Glotal |
| -------------------- | ------- | -------- | ------ | -------- | ----- | ------ |
| Nasal                | larga   | m        | N n    | N n      | ŋ     |        |
| Nasal                | delgada | mʲ       | Nʲ nʲ  | Nʲ nʲ    | ŋʲ    |        |
| Oclusiva             | larga   | p b      | t d    | t d      | k g   |        |
| Oclusiva             | delgada | pʲ bʲ    | tʲ dʲ  | tʲ dʲ    | kʲ gʲ |        |
| Fricativa            | larga   | f v      | θ ð    | s        | x ɣ   | h      |
| Fricativa            | delgada | fʲ vʲ    | θʲ ðʲ  | sʲ       | xʲ ɣʲ | hʲ     |
| Fricativa nasalizada | larga   | ṽ        |        |          |       |        |
| Fricativa nasalizada | delgada | ṽʲ       |        |          |       |        |
| Aproximante          | larga   |          | R r    | R r      |       |        |
| Aproximante          | delgada |          | Rʲ rʲ  | Rʲ rʲ    |       |        |
| Lateral              | larga   |          | L l    | L l      |       |        |
| Lateral              | delgada |          | Lʲ lʲ  | Lʲ lʲ    |       |        |

Alguns detalhes da fonética do irlandês antigo não são conhecidos. /sʲ/ pode ter sido pronunciado [ɕ] ou [ʃ], como em irlandês moderno. /hʲ/ pode ter sido o mesmo som de /h/ e/ou /xʲ/. /Nʲ/ e /Lʲ/ podem ter sido pronunciados [ɲ] e [ʎ] respectivamente. A diferença entre /R(ʲ)/ e /r(ʲ)/ pode ter sido de que as primeiras eram vibrantes, enquanto as últimas eram tepes.

### Vogais
O inventório de monotongos do irlandês antigo é:
|          | Curtas | Curtas | Longas | Longas |
| -------- | ------ | ------ | ------ | ------ |
| Fechadas | i      | u      | iː     | uː     |
| Médias   | e      | o      | eː     | oː     |
| Abertas  | a      | a      | aː     | aː     |

A distribuição de vogais curtas em sílabas não-acentuadas é um pouco complicada. Todas as vogais curtas podem aparecer em sílabas abertas finais não-acentuadas (uma sílaba aberta é uma sílaba sem uma consoante coda), após consoantes largas e delgadas. As vogais anteriores /e/ e /i/ geralmente são escritas ae e ai após consoantes largas, o que pode indicar uma pronúncia retraída aqui, talvez algo como [ɘ] e [ɨ]. Todas as dez possibilidades são mostradas nos exemplos abaixo:
| marba /ˈmarva/ "mate" (1 sg. subj.)    | léicea /ˈLʲeːgʲa/ "parta" (1 sg. subj.)  |
| marbae /ˈmarve/ "mates" (2 sg. subj.)  | léice /ˈLʲeːgʲe/ "partas" (2 sg. subj.)  |
| marbai /ˈmarvi/ "matas" (2 sg. indic.) | léici /ˈLʲeːgʲi/ "partes" (2 sg. indic.) |
| súlo /ˈsuːlo/ "olho" (gen.)            | doirseo /ˈdoRʲsʲo/ "porta" (gen.)        |
| marbu /ˈmarvu/ "mato" (1 sg. indic.)   | léiciu /ˈLʲe:gʲu/ "parto" (1 sg. indic.) |

Em sílabas fechadas não-acentuadas (isto é, aquelas com uma sílaba coda), a qualidade de uma vogal curta é quase inteiramente previsível dependendo do fato de as consoantes ao seu redor serem largas ou delgadas. Entre duas consoantes largas, a vogal é /a/, como em dígal /ˈdʲiːɣal/ "vingança" (nom.). Entre uma consoante delgada e uma larga, a vogal é /e/, como em dliged /ˈdʲlʲiɣʲeð/ "lei" (nom./ac.). Antes de uma consoante delgada, a vogal é /i/, como em dígail /ˈdʲiːɣilʲ/ "vingança" (acc./dat.) e dligid /ˈdʲlʲiɣʲiðʲ/ "lei" (gen.). As principais exceções desse padrão são que /u/ freqüentemente aparece quando a sílaba seguinte possuía um *ū em proto-celta (por exemplo, dligud /ˈdʲlʲiɣuð/ "lei" (dat.) < PC *dligedū), e que /o/ ou /u/ freqüentemente aparecem após uma bilabial larga (por exemplo, lebor /ˈLʲevor/ "livro"; domun /ˈdoṽun/ "mundo").
O inventório de ditongos do irlandês antigo é mostrado nesta tabela:
| Longos (bimoraicos) | Longos (bimoraicos) | Longos (bimoraicos) | Longos (bimoraicos) | Longos (bimoraicos) | Curtos (monomoraicos) | Curtos (monomoraicos) |
| ------------------- | ------------------- | ------------------- | ------------------- | ------------------- | --------------------- | --------------------- |
| ai                  | ia                  | ui                  |                     | au                  | ĭu                    | ău                    |
| oi                  | ua                  | iu                  | eu                  | ou                  | ĕu                    |                       |

## Ortografia
Assim como com outras línguas medievais, a ortografia do irlandês antigo não é fixa, de modo que as afirmações abaixo devem ser consideradas apenas generalizações. Manuscritos individuais podem possuir uma grande variação a partir das diretrizes abaixo.
O alfabeto do irlandês antigo é composto pelas seguintes dezoito letras do alfabeto latino:
a, b, c, d, e, f, g, h, i, l, m, n, o, p, r, s, t, u
Além disso, o acento agudo e o ponto superior são usados como diacríticos com certas letras:
- O acento agudo indica uma vogal longa: á, é, í, ó, ú são vogais longas.
- O ponto superior indica a lenição de f e s: ḟ é mudo, ṡ é pronunciado /h/
- O ponto superior às vezes também é usado sobre m e n sem mudança na pronúncia, quando essas letras são usadas para indicar a mutação nasal: ṁ, ṅ.

Alguns dígrafos também são usados:
A letra i é colocada após uma vogal para indicar que a consoante seguinte era delgada: ai, ei, oi, ui; ái, éi, ói, úi
A letra h é colocada após c, t e p para indicar uma fricativa: ch, th, ph
Os ditongos também são indicados por dígrafos: áe/aí, ía, uí, áu, óe/oí, úa, éu, óu, iu, au, eu
Em posição de início de palavra, quando uma mutação consonantal inicial não é possível, as consoantes possuem os seguintes valores; elas são largas antes de vogais posteriores (a, o, u) e delgadas antes de vogais anteriores (e, i):
- b: /b/, /bʲ/
- c: /k/, /kʲ/
- d: /d/, /dʲ/
- f: /f/, /fʲ/
- g: /g/, /gʲ/
- h: Ver discussão abaixo
- l: /L/, /Lʲ/
- m: /m/, /mʲ/
- n: /N/, /Nʲ/
- p: /p/, /pʲ/
- r: /R/, /Rʲ/
- s: /s/, /ʃ/
- t: /t/, /tʲ/

Embora o irlandês antigo possua um som /h/ e uma letra h, não há uma relação consistente entre os dois. Palavras começadas por vogais às vezes são escritas com um h mudo, especialmente se são muito curtas (a preposição i "em" às vezes era escrita  hi) ou se precisam ser enfatizadas (o nome da Irlanda, Ériu,  às vezes era escrito Hériu). Por outro lado, palavras que começam com o som /h/ geralmente são escritas sem ele, como por exemplo a ór /a hoːr/ "seu (= dela) ouro". Se o som e a grafia ocorrerem simultaneamente, será por coincidência, como ní hed /Nʲiː heð/ "não é".
Após uma vogal ou l, n ou r, as letras c, p, t podem representar oclusivas sonoras ou surdas; elas também podem ser escritas duplas com qualquer um dos valores:
- mac ou macc /mak/ "filho"
- bec ou becc /bʲeg/ "pequeno"
- op ou opp /ob/ "recusar"
- brat ou bratt /brat/ "manto"
- brot ou brott /brod/ "arado"
- derc /dʲerk/ "buraco"
- derc /dʲerg/ "vermelho"
- daltae /daLte/ "filho de criação"
- celtae /kʲeLde/ "que se esconde"
- anta /aNta/ "do restante"
- antae /aNde/ "que permanece"

Após uma vogal, as letras b, d, g representam as fricativas /v, ð, ɣ/ ou suas equivalentes delgadas:
- dub /duv/ "preto"
- mod /moð/ "trabalho"
- mug /muɣ/ "escravo"
- claideb /klaðʲev/ "espada"
- claidib /klaðʲivʲ/ "espadas"

Após m, b é uma oclusiva, mas após d, l e r ele é uma fricativa:
- imb /imʲbʲ/ "manteiga"
- odb /oðv/ "nó de madeira"
- delb /dʲelv/ "imagem"
- marb /marv/ "morto"

Após n e r, d é uma oclusiva
- bind /bʲiNʲdʲ/ "melodioso"
- cerd /kʲeRd/ "arte, habilidade"

Após n, l e r, g geralmente é uma oclusiva, mas é uma fricativa em algumas palavras:
- long /loŋg/ "navio"
- delg ou delc /dʲelg/ "espinho"
- argat ou arggat /argad/ "prata"
- ingen /inʲɣʲen/ "filha"
- bairgen /barʲɣʲen/ "fatia de pão"

Após vogais, m geralmente é uma fricativa, mas às vezes é uma oclusiva (nasal), caso no qual ela também é escrita dupla com freqüência:
- dám /daːṽ/ "companhia"
- lom ou lomm /lom/ "desnudo"

Os dígrafos ch, ph e th não ocorrem em posição de início de palavra, exceto sob o efeito de lenição, mas onde quer que ocorram são pronunciados /x/, /f/, /θ/.
- ech /ex/ "cavalo"
- oíph /oif/ "beleza"
- áth /aːθ/ "vau"

As letras l, n e r são escritas duplas quando indicam as soantes tensas e simples quando indicam as soantes relaxadas. (Mas as soantes tensas são geralmente escritas simples em posição de início de palavra.)
- corr /koR/ "grou"
- cor /kor/ "colocação"
- coll /koL/ "aveleira"
- col /kol/ "pecado"
- sonn /soN/ "estaca"
- son /son/ "som"

## Sintaxe
O irlandês antigo segue a típica estrutura VSO (verbo-sujeito-objeto) compartilhada pela maioria das línguas celtas (embora outras ordens sejam possíveis, especialmente de acordo com a Lei de Bergin). Os verbos são totalmente conjugados e possuem a maioria das formas típicas das línguas indo-européias, isto é, os tempos presente, pretérito, futuro, os modos indicativo, subjuntivo, condicional e imperativo e as vozes ativa e passiva. A única forma verbal ausente no irlandês antigo é o infinitivo (presente em certa medida no irlandês moderno), cujo significado o irlandês antigo expressava através de construções com substantivos verbais. Os pronomes pessoais, quando usados como objetos diretos, são infixados no verbo ao qual são associados. As equivalentes às preposições em português geralmente possuem a mesma colocação em irlandês antigo, embora muitas que possuem nuances verbais sejam na verdade infixadas nos próprios verbos.

## Morfologia

### Substantivos
O irlandês antigo possuía três gêneros: masculino, feminino e neutro; três números: singular, plural e dual, com o terceiro número, dual, sendo atestado somente em um grau limitado com formas um tanto distintas, embora seja quase sempre precedido pelo cardinal dá, que significa "dois"; e cinco casos (nominativo, vocativo, acusativo, genitivo e dativo). Thurneysen identificou quatorze classes de substantivos, definidas pela marcação morfológica no radical, com sete radicais vocálicos e sete radicais consonantais (incluindo uma classe de substantivos irregulares e indeclináveis).
| Radicais-ā femininos | Singular  | Dual       | Plural     |
| -------------------- | --------- | ---------- | ---------- |
| Nominativo           | túath     | túaith     | túatha     |
| Vocativo             | túath     | -          | túatha     |
| Acusativo            | túaith    | túaith     | túatha     |
| Genitivo             | túa(i)the | túath      | túath      |
| Dativo               | túaith    | túath(a)ib | túath(a)ib |

### Verbos
Os verbos são colocados em posição inicial na frase (precedidos apenas por algumas partículas, formando um "complexo verbal" e alguns advérbios). Além dos tempos, vozes e modos citados acima, a maioria dos verbos possui dois grupos de formas: uma forma conjunta e uma forma absoluta. A forma conjunta consiste tipicamente de um ou mais preverbos (partículas, das quais algumas são historicamente de origem preposicional; compare com a-, e-, in-, etc. em verbos do latim, embora não sejam relacionados diretamente, e com os prefixos verbais em línguas germânicas), seguidos por um radical verbal que carrega a parte principal da conjugação. Pronomes pessoais como objetos diretos são infixados entre o preverbo e o radical verbal, junto com várias outras partículas que modificam o significado do verbo (incluindo a forma negativa) ou indicam certas estruturas especiais de frase. A forma absoluta é usada quando não são necessários infixos, e quaisquer outros elementos necessários são colocados em outra parte da frase. Um único verbo pode servir como um frase inteira em irlandês antigo, caso no qual partículas de ênfase tais como -sa e -se são afixadas ao final do verbo.